# Henry Grier Bryant
Pour les articles homonymes, voir Bryant.
Henry Grier Bryant, né le 7 novembre 1859 et mort le 7 décembre 1932 à 73 ans, était un explorateur et écrivain américain vivant à Philadelphie, en Pennsylvanie.

## Biographie
Il est enterré au cimetière de Woodlands à Philadelphie.